# Laticauda semifasciata
Espèce
Synonymes
- Platurus semifasciatus Reinwardt, 1837
- Pseudolaticauda semifasciata (Reinwardt, 1837)

Statut de conservation UICN

 NT  : Quasi menacé
Laticauda semifasciata également appelé tricot rayé asiatique, serpent de mer de Chine ou erabu est une espèce de serpent marin de la famille des Elapidae.

## Répartition
Cette espèce se rencontre dans l'ouest du océan Pacifique dans les eaux  de la Russie, du Japon, de Chine, de Taïwan, des Philippines, de l'Indonésie et jusqu'aux îles Samoa.

## Description
C'est un grand tricot rayé qui peut mesurer jusqu'à 1,7 mètre de long. Les femelles sont plus grandes et plus lourdes que les mâles : elles peuvent peser jusqu'à 900 grammes alors qu'ils ne pèsent qu'environ 500 grammes.
Le corps de ce serpent marin est gris pâle ou bleuté avec une cinquantaine de larges barres brunes s'estompant sur les flancs.
Il chasse surtout le soir et la nuit dans l'eau ; il revient sur la terre ferme pour se réchauffer, digérer, boire de l'eau douce et dormir.

## Alimentation
Le tricot rayé asiatique traque et chasse en embuscade des petits poissons : apogons, gobies, poissons-chirurgiens et poissons-demoiselles...

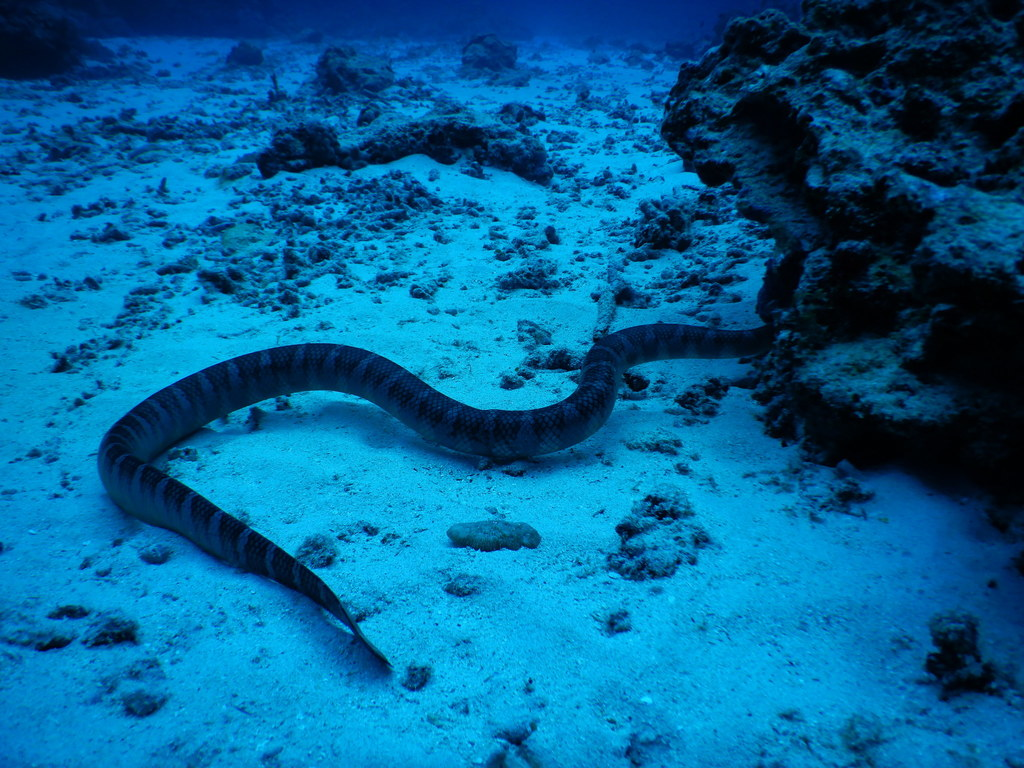
Tricot rayé asiatique nageant près du village de Tokashiki, Japon

Il peut être en apnée pendant 6 heures.
Les jeunes, les mâles et les femelles semblent avoir des régimes alimentaires différents.

## Reproduction
Le serpent de mer de Chine est ovipare. La femelle pond 6 ou 7 œufs à terre entre août et novembre. Les petits serpenteaux naissent 4 ou 5 mois plus tard et ils deviennent matures lorsqu'ils mesurent près de 70 centimètres.

## Menaces
Le tricot rayé asiatique ne constitue qu'une très faible menace pour l'homme car, quoi que très venimeux, il n'est pas agressif et donc très peu dangereux. Cependant, en cas d'une improbable morsure, il faut aller d'urgence à l'hôpital car son venin est mortel.
En revanche, l'homme est pour le tricot rayé asiatique une très grave menace : par exemple, près de 450 000 de ces serpents ont été massacrés pour leur peau et pour leur viande vendue fumée en 1974 aux Philippines, et , depuis cette date, la population a diminué de 90%.

## Publications originales
- Schlegel, 1837 : Essai sur la physionomie des serpens, La Haye, J. Kips, J. HZ. et W. P. van Stockum, vol. 1 (texte intégral) et vol. 2 (texte intégral).